# Utrecht (város)
Utrecht (kiejtéseⓘ) az azonos nevű hollandiai tartomány székhelye és legnépesebb városa. Amszterdam, Rotterdam és Hága után 374 500 fős lakosságával az ország negyedik legnagyobb városa, a Randstad nevű konurbáció része. A teljes utrechti agglomeráció mintegy 620 000 lakost számlál.
Utrecht ódon városközpontja számos, a legkorábbi időkből származó régi épülettel büszkélkedhet. A város a 8. század óta vallási központ szerepét töltötte be. Ma az utrechti érsek, a legfontosabb holland katolikus vezető székhelye. Utrecht egyben az ókatolikus egyház központja és a holland protestáns egyház hivatalainak székhelye is.
Hollandia legnagyobb egyeteme, az Utrechti Egyetem mellett a város több más felsőoktatási intézménynek is otthont ad. Az országon belüli központi helyzetének köszönhetően fontos vasúti és közúti csomópont. A kulturális rendezvények számát tekintve Amszterdam után a második helyet foglalja el az országban.

## Története

### A kezdetek
A város elődje egy római erődítmény (castellum) volt, amit feltehetőleg Kr. u. 47 körül építettek határvédelmi célból a limes Germanicus védvonalon. Ez a vonal a Rajna folyó mentén húzódott, amely akkoriban még a mai helyénél északabbra folyt. Az erődítmény neve eredetileg egyszerűen Traiectum (latin: gázló) volt, ami arra utalt, hogy a Rajna egyik gázlója mellett épült. Később a név kiegészült az Ultra (túloldali) előtaggal (Ultrajectum, Ultraiectum), hogy megkülönböztessék más, hasonló nevű településektől (például Mosa Traiectumtól, a mai Maastrichttől). Az idők során a kéttagú név összeolvadt és kialakult a mai Utrecht név. A 2. században a fából épült falakat lecserélték erősebb tufakőből való falakra, amelyek maradványai még ma is megtalálhatók a Dóm tér körüli épületek alatt. Ekkoriban körülbelül ötszáz római katona állomásozott itt. Az erőd mellett létrejött egy település, ahol kézművesek, kereskedők és a katonák felesége és gyerekeik éltek.
A második század közepétől kezdve a germán törzsek rendszeresen betörtek a római területekre, így 270 körül a rómaiak elhagyták Utrechtet. A következő időszakról (270–500) keveset tudunk. Utrechtet a 6. században említik legközelebb, amikor frank befolyás alá került.

### A középkor
A kora középkorban Utrecht Észak-Németalföld legfontosabb városává fejlődött. Ez nem kis részben a püspököknek volt köszönhető, akik a kőfallal kerített római erősséget választották székhelyüknek. Utrecht első püspökének általában Willibrordust tekintik, akit 695-ben kineveztek a frízek érsekének, majd 703-ban vagy 704-ben Herstali Pipin neki adta Utrechtet, hogy bázisul szolgáljon északi irányú hittérítő tevékenységéhez. Ettől kezdve Utrecht volt a németalföldi katolikus egyház egyik legjelentősebb hatalmi központja, következésképpen a város is növekedésnek indult, amelyet viking támadások is értek, de soha nem olyan nagyok, mint a közeli Dorestadot, ami abban az időben jóval gazdagabb kereskedelmi központ volt Utrechtnél.
Az utrechti püspököknek hercegpüspökként világi hatalmuk is volt a Het Stichtnek nevezett területen, amely nemcsak a mai Utrecht (akkor Nedersticht) tartományt foglalta magában, hanem a Gelderni hercegségtől északkeletre fekvő területeket, a mai Overijssel és Drenthe tartományokat is (Oversticht). A papság számos templomot és kolostort építtetett a városban. Ezek közül a legfontosabb a gótikus Szent Márton-székesegyház volt, melynek építése 1254-ben kezdődött, miután a korábbi román stílusú katedrális súlyosan megrongálódott egy tűzvészben. Anyagi gondok miatt azonban a szépreményű templom építését nem fejezték be. Bizonyos, hogy a belső támívek hiánya okozta a katedrális központi részének pusztulását, amikor 1674-ben tornádó csapott le a városra.
A növekvő település 1122-ben kapott városi jogokat. Amikor a Rajna fő folyása délebbre került, a város közepén levő régi medret szabályozták, és csatornává alakították, a belvárosban pedig egyedülálló mólórendszer és kikötő épült ki. Az utrechti csatornák az úttesteknél néhány méterrel alacsonyabban fekszenek, a víz szintjén van a rakpart, mellette pedig úgynevezett dokkpincék (werfkelder), ezek felett futnak a kocsiutak. A pincékbe a rakpartokon keresztül lehet bejutni. Ez a jellegzetesség egyedivé teszi Utrechtet más holland városok között, ahol a csatornák szintje közvetlenül érintkezik az úttest szintjével. Az Utrechti Városi Levéltárban régi fényképeket őriznek a dokkpincékről. Amikor a püspök felduzzasztotta a Lek folyót Wijk bij Duurstede mellett, a magukat fenyegetve érző kereskedők egy új csatornát építtettek, a Vaartse Rijnt, hogy Nieuwegeinnél összekössék a várost a Lekkel, és így biztosítsák a kereskedelmi hajóforgalmat. A püspök és a városi polgárság gyakran eltérő érdekei rendszeres súrlódásokhoz vezettek. 1528-ban a püspök elvesztette minden világi hatalmát Nedersticht és Oversticht felett, így tehát Utrecht városa felett is. A hatalom V. Károly német-római császárra szállt, aki a Tizenhét Tartomány (a mai Benelux államok és Franciaország északi része) ura lett. Ez az átmenet nem volt fájdalommentes, mivel V. Károly hatalmat akart gyakorolni a városi polgárság felett, márpedig ők a püspököktől kivívott bizonyos fokú függetlenségüket nem akarták új uruk előtt sem feladni. Károly úgy döntött, hogy felépít egy megerősített várat (Vredenburg − Békevár) nagy létszámú helyőrséggel, amelynek legfontosabb feladata a rend fenntartása lesz. A vár ötven évig sem állt: lerombolták egy felkelés során, a németalföldi szabadságharc egyik első mozzanataként.

### A 16–18. század

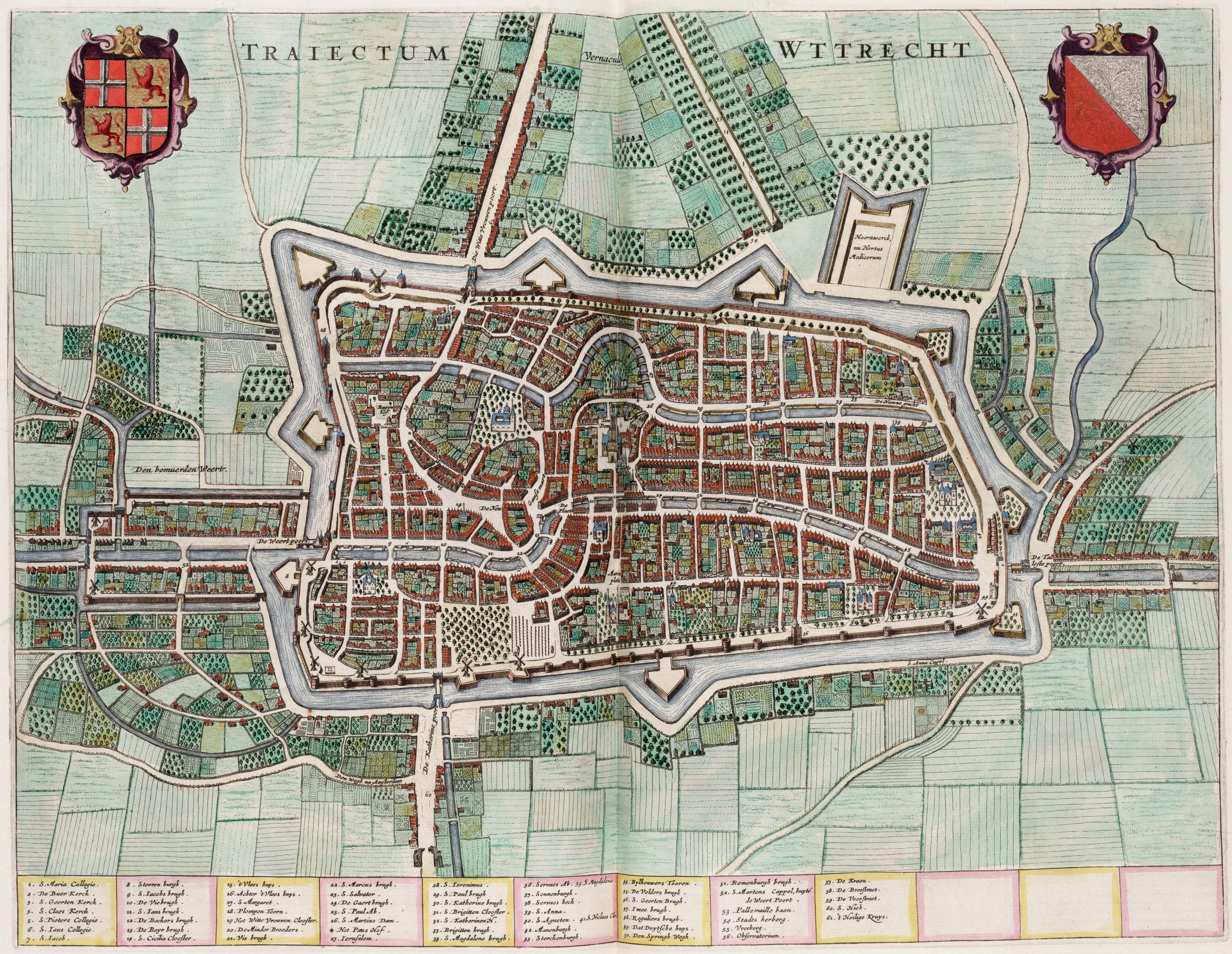
Blaeu 1649-ben készült térképének sok részlete még ma is felismerhető Utrecht belvárosában

1579-ben Németalföld hét északi tartománya létrehozta az utrechti uniót azzal a céllal, hogy egyesítsék erejüket a spanyol uralom ellen. Ezt tekintik a Holland Köztársaság kezdetének. 1580-ban az új és túlnyomóan protestáns állam eltörölte a püspökségeket, köztük az utrechtit, amely 1559-től érseki székhely volt. A holland kormány csak 1853-ban engedte meg, hogy Róma visszaállítsa a püspökségeket. Ugyanakkor viszont 1723-tól kezdve, de különösen 1870 után Utrecht a Rómától független Ókatolikus Egyház legnagyobb központja lett.
1713-ban az utrechti béke pontot tett a spanyol örökösödési háború végére. Ennek legtartósabb eredménye az volt, hogy Spanyolország átengedte Gibraltárt Nagy-Britanniának.

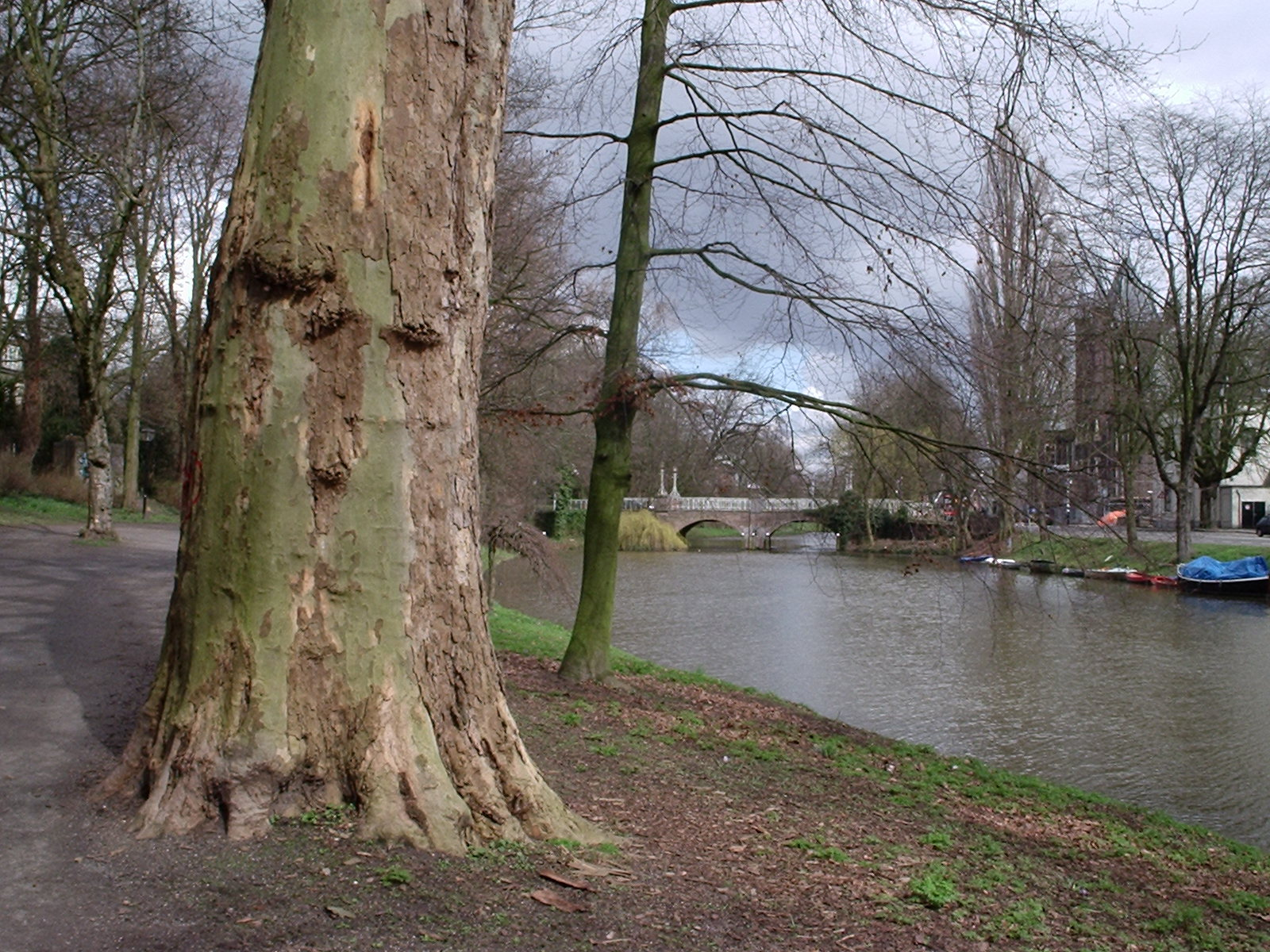
Az egykori vizesárok az eredeti védműveken létrehozott Zocher plantsoen parkban

A 17. században Utrecht fontos megerősített város lett a Hollandse Waterlinie, az ország vízre alapozott védelmi vonala részeként, ez azonban gátat szabott növekedésének. Az erődítmények csak a 19. században vesztették el jelentőségüket, amikor Utrechttől keletre új vízi védvonal épült. A földsáncokat lerombolták, viszont a vízi védművek a Zocher plantsoen nevű angolpark jellegzetességeként a mai napig nagyrészt érintetlenek maradtak.

### A modern kor
1843-ban megindult a közlekedés az Utrechtet Amszterdammal összekötő vasútvonalon. Ezután Utrecht fokozatosan a holland vasúthálózat fő csomópontjává vált. Miután az ipari forradalom lendületet vett Hollandiában, és az erődítéseket lebontották, jóval túlnőtte magát a középkori városközpont területén.
1880-tól kezdtek kiépülni a peremvárosok: Oudwijk, Wittevrouwen és Vogelenbuurt. Az 1920-as és 1930-as években új középosztálybeli lakóövezetek épültek: a Tuindorp és az Oog in Al. A második világháborúban Utrechtet végig megszállva tartották a németek 1945. május 5-éig, Hollandia teljes feladásáig. A várost körülvevő kanadai csapatok a németek távozása után, május 7-én vonultak be. A felszabadulás óta a város számottevően megnőtt, mivel újabb külvárosok épültek fel: Overvecht, Kanaleneiland, Hoograven, Lunetten és legutóbb Leidsche Rijn.

## Népesség
Utrecht lakossága 328 164 fő, a város körüli agglomeráció azonban mintegy 620 000 főt számlál. A lakosság körülbelül 68%-a holland, 9% marokkói, 5% török, 3% suriname-i és 15% más nemzetiségű. A népesség erősen növekszik: 2001-ben a város lakossága még mindössze 256 420 fő volt.
Hollandul az utrechtiek megnevezése Utrechter vagy ritkábban Utrechtenaar. Az utóbbi megnevezés eredetileg a homoszexuálisokat jelölő trágár kifejezés volt, ami az 1730-1731-es szodómiapereket követően jött divatba, de azóta kikopott a használatból. A hollandok egy része viszont, akik nem a város környékén élnek, nem ismeri ezt a különbségtételt és anélkül használják az Utrechtenaar kifejezést, hogy tudatában lennének a szó mellékjelentésének.

### A térség települései
- Utrecht város (lakosság: 281 000)
- Vleuten-De Meern (lakosság: 30 000)
  - Haarzuilens
  - De Meern
  - Veldhuizen
  - Vleuten

Vleuten-De Meern 2001-ig önálló község volt, amely magában foglalta Haarzuilens és Veldhuizen falvakat is. (2005. január 1-jei adatok.)

## Városkép

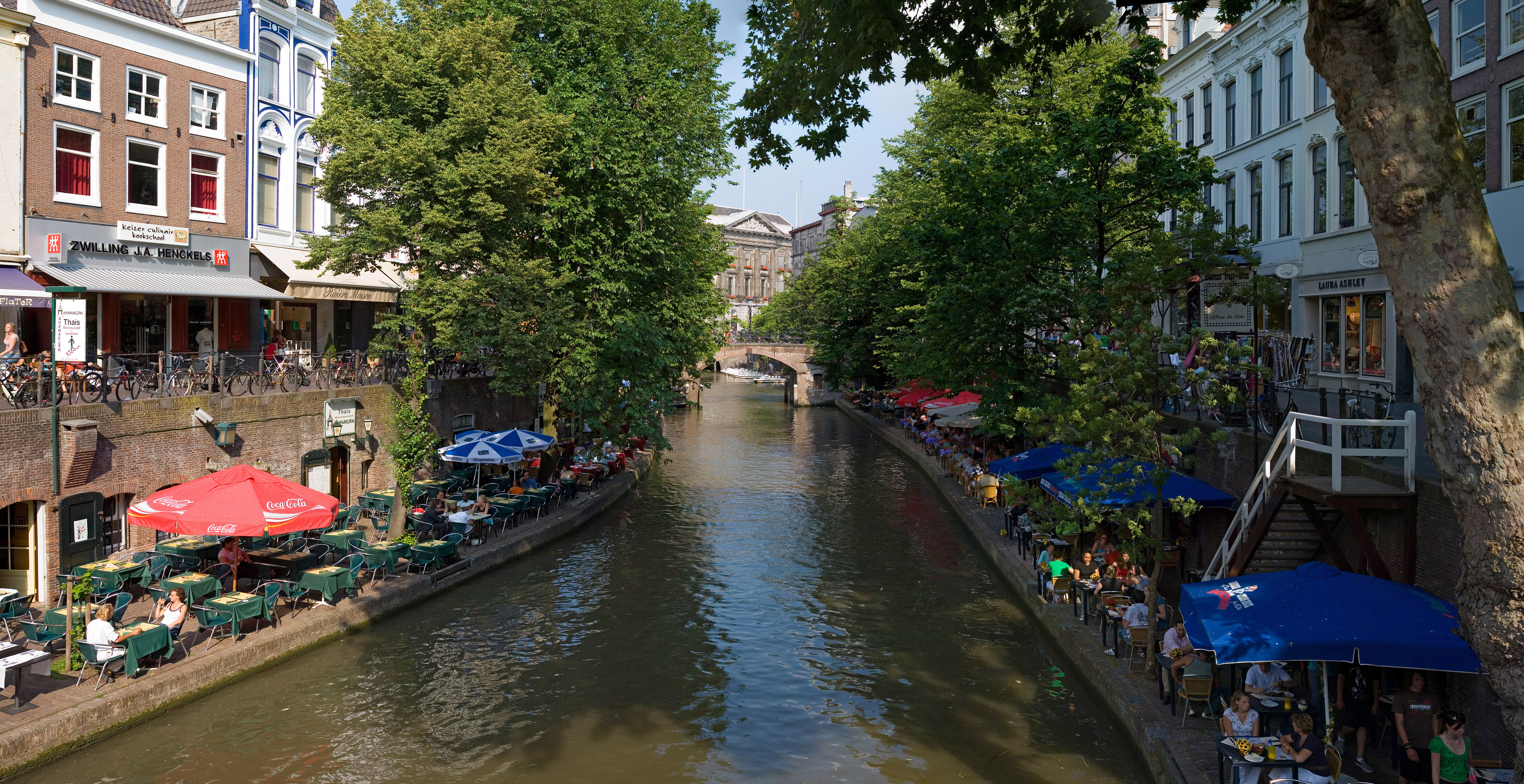
Az Oudegracht, a régi csatorna Utrecht központjában

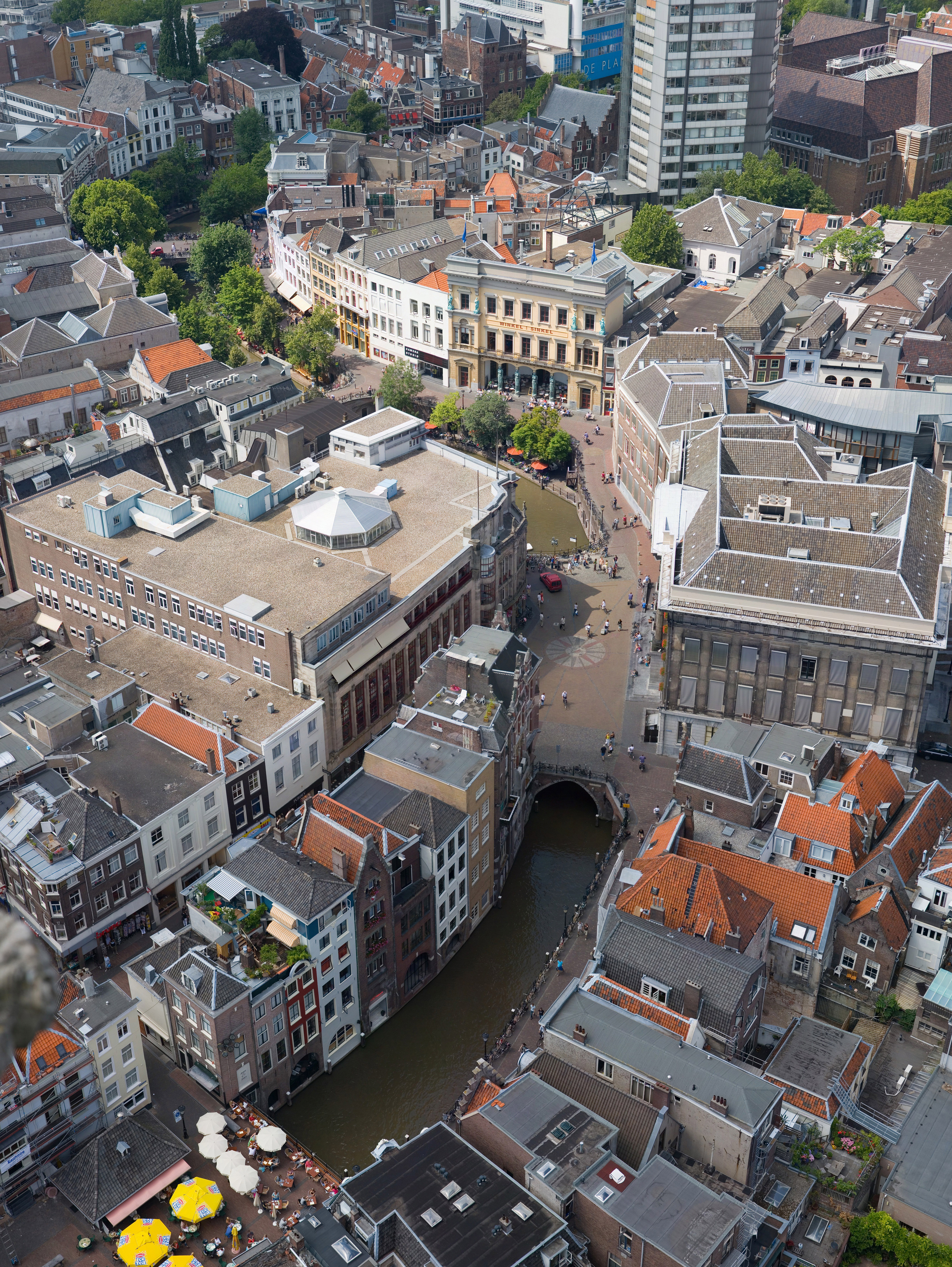
Kilátás a régi csatornára a dómtoronyból

Utrecht két leghíresebb nevezetessége kétségkívül a Dómtorony, amely egykor a Szent Márton-katedrálishoz tartozott és a város csatornahálózata. A belváros nagy részben megőrizte középkori utcahálózatát. Utrecht múltbeli vallási központ szerepének köszönhetően több olyan monumentális templom fennmaradt, mint a román stílusú Szent Péter és Szent János-templomok, a gótikus Szent Jakab- és Szent Miklós-templomok, valamint az úgynevezett Buurkerk, amely ma múzeumként működik.
Utrecht a holland vasúthálózat központja, és itt van a Nederlandse Spoorwegen (Holland Vasúttársaság) igazgatósága is. A korábbi igazgatósági épület, a De Inkpot Hollandia legnagyobb téglaépülete (a homlokzatát díszítő UFO egy 2000-es művészeti program eredménye). Az épületet ma a ProRail, a vasutat felügyelő állami vállalat használja.
A Hoog Catharijne nevű fedett bevásárlóközpont a központi vasútállomás és a belváros között helyezkedik el. A folyosókat az utcákhoz hasonlóan közterületnek tekintik, éppen ezért a fő folyosó a belváros és a pályaudvar között éjjel-nappal nyitva áll. Az utóbbi húsz évben (2004-től számítva) a Hoog Catharijne egyes részei eltűntek a pályaudvar környékének helyreállítása során: a város csatornarendszerének azok a részei, amelyeket a bevásárlóközpont építése miatt feltöltöttek, most újjáépültek.
Az Utrechti Egyetem Hollandia legnagyobb egyeteme. A város ad otthont az FC Utrecht futballklubnak, amely a Nieuw Galgenwaard stadionban játszik
A központi pályaudvartól nyugatra található a Jaarbeurs, Hollandia egyik legnagyobb kongresszusi központja.
A város sziluettjét a Dómtorony uralja, amelyet az utóbbi pár évben kibővítettek. A második legmagasabb épület, a Rabobanktorony 2010-ben készült el, 105 méteres magassággal; két antennája azonban 120 méterre nyúlik fel. Két másik robusztus létesítmény építése folyt a Nieuw Galgenward stadion mellett: a Kantoortoren Galghenwert és az Apollo Residence 2007-ben készült el és 85,5, illetve 64,5 méter magasak. Végül a legfiatalabb Leidsche Rijn városrészben egy 262 méter magas felhőkarcolót, a Belle van Zuylent húztak fel.

## Háztartások száma
Utrecht háztartásainak száma az elmúlt években az alábbi módon változott:
| Háztartások száma | 161 026 | 162 957 | 164 668 | 167 008 | 169 513 | 172 749 |
|                   | 2010    | 2011    | 2012    | 2013    | 2014    | 2015    |

## Közlekedés
Központi helyzeténél fogva Utrecht összeköttetésben van Hollandia minden részével és jól fejlett tömegközlekedési hálózata van.

### Tömegközlekedés

#### Vasút
Az Utrecht Centraal (rövidítése: ut), a központi pályaudvar Hollandia egyik legfontosabb vasúti csomópontja. Az állomás jelentős forgalmat bonyolít le: kiszolgál rendes InterCity vonatokat minden nagyobb holland város felé (2006 márciusa óta közvetlen vonal köti össze az amszterdami Schiphol repülőtérrel is), nemzetközi (Intercity Express) vonatokat Németország felé és számos helyi viszonylattal.

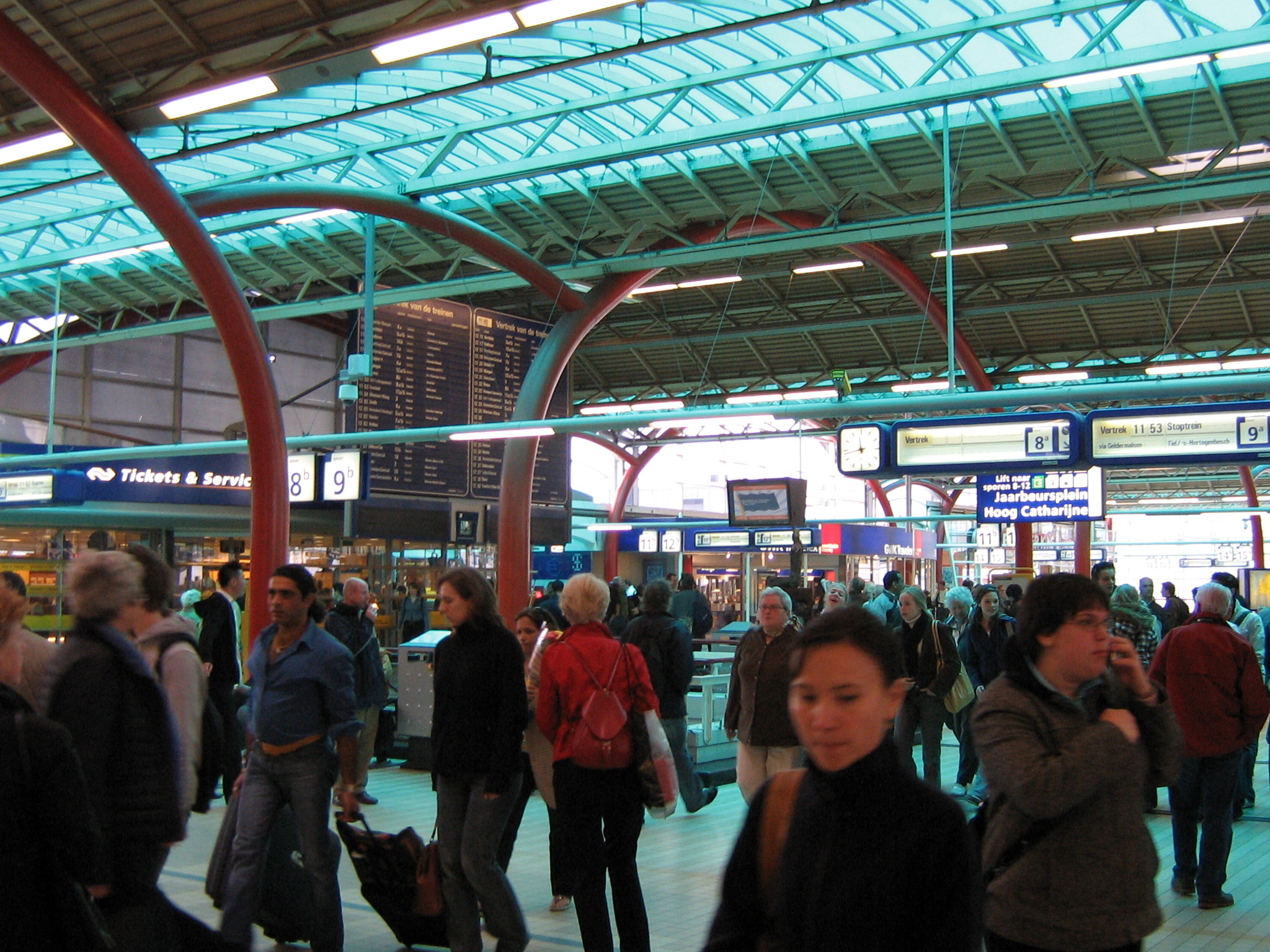
Az utrechti központi pályaudvar

Ezenkívül van négy kisebb vasútállomás Utrechtben: Utrecht Overvecht (uto), Utrecht Lunetten (utl), Utrecht Terwijde (utt), és Utrecht Zuilen (utzl). Továbbá néhány újabb állomást is terveznek a Randstadspoor projekt keretein belül. A korábbi Maliebaan állomás ma a holland vasúti múzeumnak ad otthont, itt különvonatok üzemelnek.
Gyorsvasútvonalak futnak Lombok és Kanaleneiland külvárosokon keresztül Nieuwegein és IJsselstein felé. Ezt a vonalat a Connexxion üzemelteti.
Mindamellett, hogy Utrecht fontos közösségi közlekedési csomópont, a városban van a Nederlandse Spoorwegen, a legfontosabb holland vasúttársaság központja, akárcsak a ProRail, a vasútvonalak országszerte való építéséért és fenntartásáért felelős állami vállalat központja.

#### Busz
Az utrechti központi vasúti pályaudvar egyben a legfontosabb helyi és körzeti autóbuszpályaudvar is. A buszhálózat az alábbiakból áll:
- helyi buszok a GVU üzemeltetésében, köztük egy dupla csuklós buszokból álló, jó minőségű járat a város keleti részén elterülő Uithof egyetemi körzetbe
- helyközi Connexxion-buszok
- helyközi Arriva-buszok, az Arriva Gorinchembe és Dordrechtbe is indít járatokat (Q-liner)
- Veolia Transport-buszok a város északnyugati részébe, valamint Bredába és Oosterhoutba (Interliner).

Az utrechti központi vasúti pályaudvaron ezenkívül gyakran megfordulnak a páneurópai Eurolines buszvállalat járatai, valamint ez a kiinduló- és célállomása számos kirándulóbusznak spanyolországi és franciaországi nyaralóhelyek, illetve télen Ausztria és Svájc felé.

### Közutak
Utrecht összeköttetésben van Hollandia fő útvonalaival. A legfontosabb főutak közül kettő Utrecht mellett keresztezi egymást: az A12-es (Hága − Németország) és az A2-es (Amszterdam − Maastricht). Ezenkívül itt halad el az A27-es (Almere − Bavel) és az A28-as (Utrecht − Groningen). A növekvő forgalom miatt a forgalomtorlódás nem szokatlan jelenség a városban és környékén.

### Kerékpáros közlekedés
Utrecht kerékpárosbarát város, és azt a célt tűzte ki, hogy ezen a téren a világ legjobbja legyen. Ennek megfelelően a biciklizés prioritást élvez a többi közlekedési móddal szemben. A belvárosba irányuló utazások 60%-a, az összes 7,5 km-nél rövidebb utazás 43%-a történik kerékpárral. A város öt fő kerékpáros útvonalat épített ki, valamint 13 őrzött kerékpárparkolót üzemeltet. Az Utrecht Centraal vasútállomásnál 20010-ben 12 000 parkolóhely állt rendelkezésre, ezt 2020-ra 33 000-re növelték. Ennek keretében jelenleg építés alatt áll a világ legnagyobb, 12 500 férőhelyes kerékpárparkolója.

### Hajózás
Utrechtnek átlagos méretű kereskedelmi kikötője van az Amszterdamot a Rajna folyóval összekötő csatornán. A CTU konténerterminál nyolcvanezer konténert képes befogadni évente. 2003-ban négymillió tonna rakomány haladt át a kikötőn, főleg homok, kavics, trágya és takarmány.
Turisták számára szerveznek sétahajózásokat a belvárosi csatornákon, ezek az Oudegracht különböző pontjairól indulnak.

## Gazdaság
Utrecht gazdasága nagy részben a városban székelő jelentős intézményektől függ, a termelőiparnak viszonylag kicsi a jelentősége a városban. Többek között a Nederlandse Spoorwegen (holland vasúttársaság), a Rabobank (egy nagy bankhálózat) és a Jaarbeurs székháza is Utrechtben van.

## Oktatás

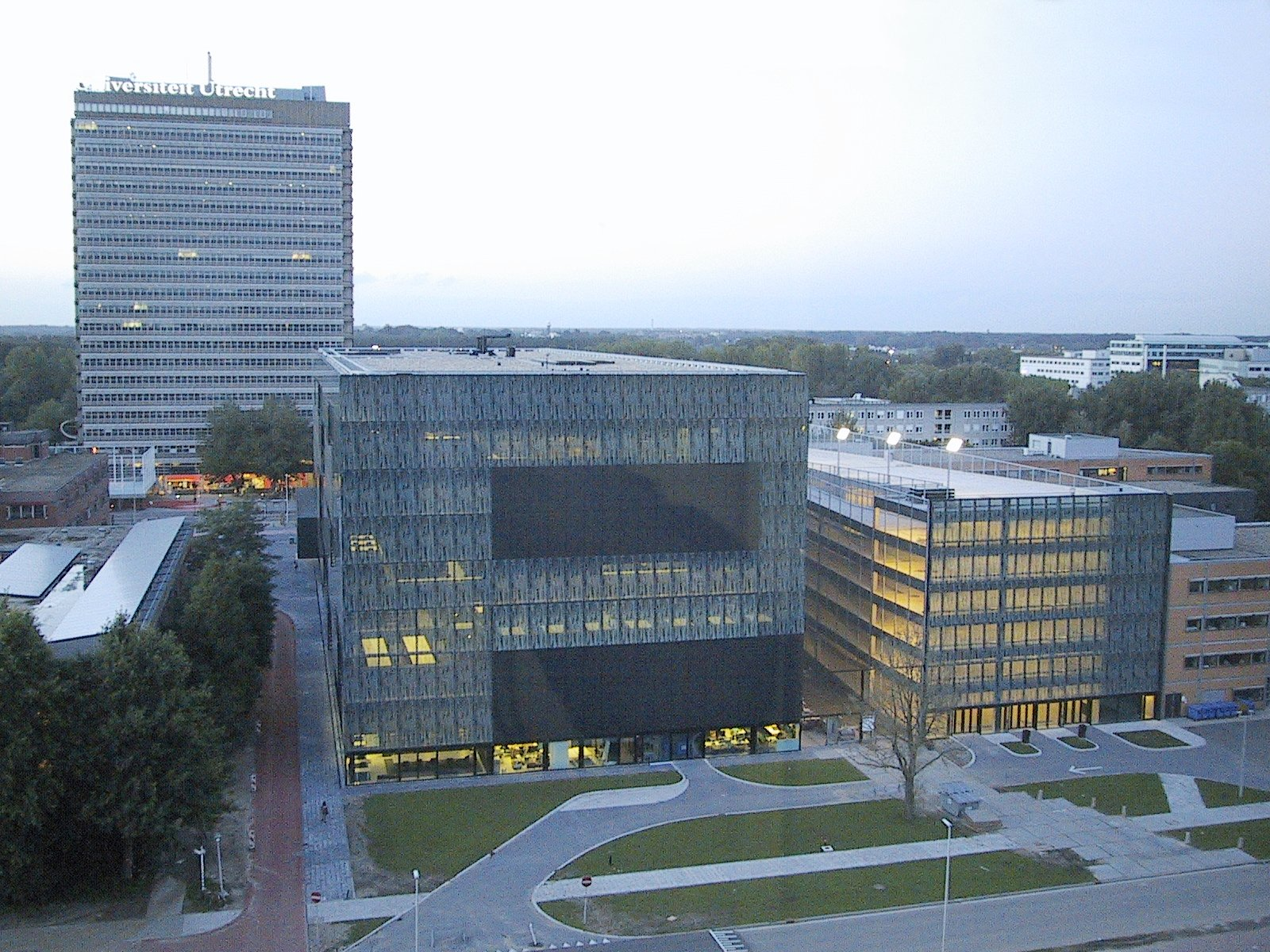
Az Utrechti Egyetem Uithof kampusza

Az Utrechti Egyetem, Hollandia legnagyobb egyeteme (2004-ben 26 787 hallgatója volt) a belvárosban és a város keleti részén levő Uithof egyetemi városban található. A sanghaji Jiaotong Egyetem 2007-es rangsorolása szerint ez a világ 42. legjobb egyeteme. Ugyancsak Utrechtben található a jóval kisebb Humanista Egyetem (mindössze pár száz hallgatóval).
Utrecht ad otthont még két nagy és egy kisebb felsőoktatási intézménynek: az Utrechti Főiskolának (Hogeschool Utrecht, 30 000 hallgató) és az Utrechti Művészeti Főiskolának (HKU − Hogeschool voor de Kunsten Utrecht, 3000 hallgató).

## Kultúra
Utrechtben számos színház és színtársulat van, itt található a Vredenburg klasszikus zenei központ és a Tivoli rock klub. A fiatal zenészeket a konzervatóriumban képzik (a Művészeti Főiskola része). Utrechtben működik egy zenélő órákra, zenedobozokra és maguktól zenélni képes hangszerekre szakosodott múzeum. Sok mozi, köztük három művészmozi is van a városban. Utrechtben rendezik évente a Holland Filmfesztivált.

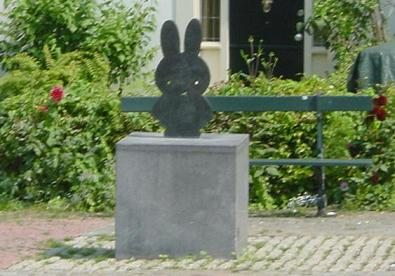
Nijntje szobra a Nijntjepleintjén Utrechtben

A városban számos galéria van, valamint több művészeteket és művészeket támogató alapítvány. A művészképzés a Művészeti Főiskolán zajlik, de sok alapozó tanfolyam is folyik amatőr művészek számára. A Centraal Museumban több művészeti kiállítást tekinthetünk meg, köztük egy állandó kiállítást az utrechti lakos Dick Bruna munkáiból, aki leginkább Nijntje (ismertebb angol nevén Miffy), a nyuszilány megalkotójaként ismert. Ugyancsak Utrechtben látható a modern építészet egyik jellegzetes alkotása, az 1924-ben épült Rietveld Schröder-ház, ami az UNESCO világörökség-listáján is szerepel.

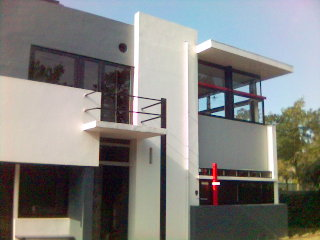
A Rietveld Schröder-ház

Hogy a város kulturális javaiból ne csak az elit, hanem a teljes lakosság részesüljön, a városvezetés különböző kulturális szervezetekkel együttműködve rendszeresen szervez úgynevezett kulturális vasárnapokat. Egy tematikus vasárnapon több szervezet részt vesz rendezvényeivel, amelyek bárki előtt nyitva állnak ingyen vagy nagyon alacsony belépődíj ellenében.

### Múzeumok
- Aboriginal Art Museum
- Centraal Museum (művészet és várostörténet)
- Dick Bruna-ház
- Museum Catharijneconvent (A keresztény kultúra és művészet története Hollandiában)
- Nemzeti Múzeum "a zenélő órától a utcai orgonáig", (a mechanikus zenélő szerkezetek századai)
- Vasúti Múzeum (a holland vasút története)
- Egyetemi Múzeum (lásd: Utrechti Egyetem)
- Volksbuurtmuseum Wijk C
- Pénzmúzeum Archiválva 2007. szeptember 27-i dátummal a Wayback Machine-ben (abban az épületben, ahol a holland pénzérméket verik)

## Sport
A 2015-ös Tour de France mezőnye Utrechtből indul útnak július 4-én.

## Híres emberek

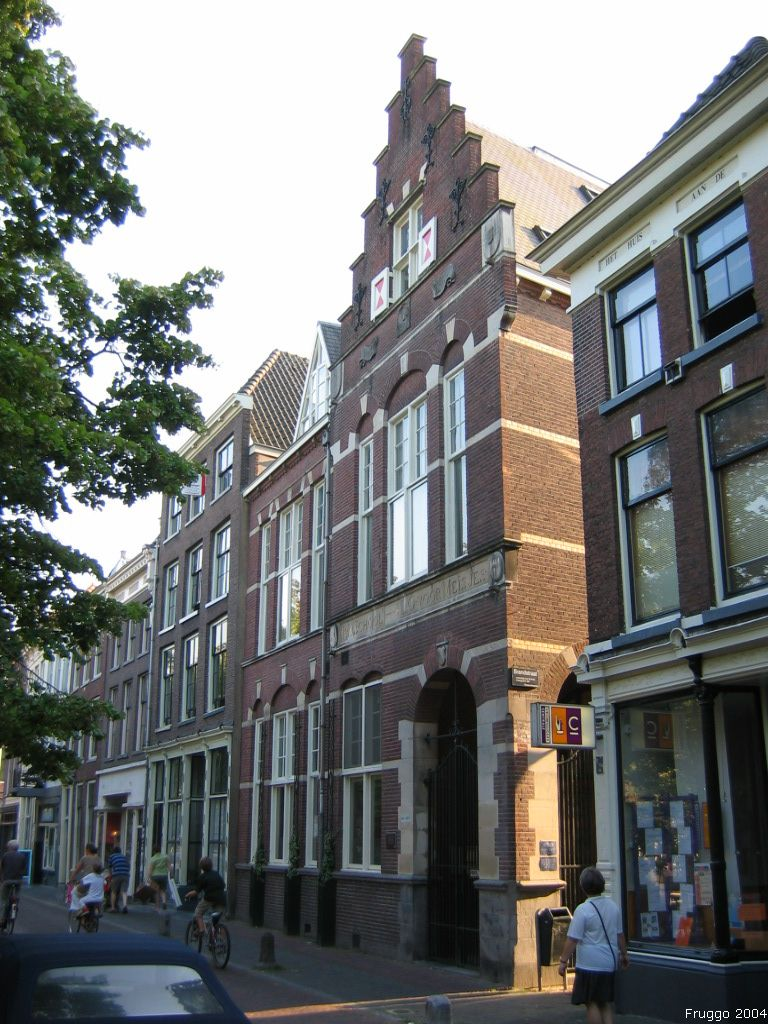
Adrian Dedel, a későbbi VI. Adorján pápa szülőháza

- VI. Adorján pápa (1429–1523) – a római katolikus egyház feje
- C. H. D. Buys Ballot (1817–1890) – kémikus, meteorológus, a Buys-Ballot törvény felfedezője
- Johan Wagenaar (1862 – 1941) – zeneszerző
- Theo van Doesburg (1883–1931) – festőművész (De Stijl mozgalom)
- Gerrit Rietveld (1888–1964) – építész (De Stijl mozgalom)
- Dick Bruna (1927–2017) – író, illusztrátor (Miffy)
- Gerardus ’t Hooft (1946–) Nobel-díjas fizikus
- Sylvia Kristel (1952–2012) színésznő, modell
- Marco van Basten (1964-) labdarúgó

## Testvérvárosok
- León, Nicaragua
- Brünn, Csehország
- Kinshasa, Kongói Demokratikus Köztársaság
- Hannover, Németország, 1970 és 1976 között